# Ernest Costa de Beauregard
 (mai 2022).
Si vous disposez d'ouvrages ou d'articles de référence ou si vous connaissez des sites web de qualité traitant du thème abordé ici, merci de compléter l'article en donnant les références utiles à sa vérifiabilité et en les liant à la section « Notes et références ».
Adrien Ernest Marie Costa de Beauregard, usuellement Ernest Costa de Beauregard, né le 23 janvier 1868 à Paris et mort le 5 février 1954 à Chambéry, est un homme d'Église français.

## Biographie
Ernest Costa de Beauregard est né le 23 janvier 1868, à Paris. Il est membre de la famille Costa de Beauregard.
Il est ordonné prêtre en juin 1896, pour le diocèse de Chambéry.
Il est nommé évêque de Dijon, en mai 1915, mais refuse ce ministère, duquel il démissionne le mois suivant, afin de continuer[réf. nécessaire] à diriger l'orphelinat de garçons du Bocage, à Chambéry, dont il a repris la direction à la mort du fondateur, son oncle, en 1910.
Il est pronotaire apostolique et vicaire général de Chambéry[réf. nécessaire].
Costa de Beauregard meurt le 5 février 1954 à Chambéry, en Savoie.

## Publications
Ernest Costa de Beauregard est l'auteur de plusieurs ouvrages sur des membres illustres de sa famille et sur la vie religieuse de Chambéry dont :
- Une âme de Saint : le Chanoine Camille Costa de Beauregard 1841-1910, éditions Librairie Catholique et Librairie Plon, 1913 (OCLC 1088998806)
- Discours de réception à l'Académie de Savoie, le 24 février 1922. Marie Liesse de Luxembourg, princesse de Tingry, duchesse de Ventadour, fondatrice du Carmel de Chambéry (1611-1660), Impr. réunies, 1922 (OCLC 458929943)
- Alix Costa de Beauregard, fille de la Charité de M. Vincent de Paul (1847-1914), éditeur Aubenel, 1924 (OCLC 913399847)
- Récit d'un grand-père, Impr. réunies, 1949 (OCLC 458929949)